# En vivo desde el Teatro Real
Albums de Paco de Lucía
Fuente y caudal
(1973) Almoraima
(1976)
En vivo desde el Teatro Real est un album live du compositeur et guitariste espagnol de flamenco Paco de Lucía, sorti en 1975. En effet, en 1975, Paco de Lucía se produit avec son frère Ramón en concert au prestigieux Théâtre royal de Madrid, c'est le premier artiste de flamenco à accéder à cette salle habituellement plutôt réservée à la musique classique. 
Il est enregistré le 18 février 1975 au Teatro Real (en français : Théâtre Royal) de Madrid, en Espagne.
Paco y est accompagné sur scène, à la guitare flamenca, par son frère Ramón de Algeciras.

## Liste des titres
Toute la musique est composée par Paco de Lucía.
|       | 'Face A'  |      |
| A1.   | Alegrías  | 5:44 |
| A2.   | Tarantas  | 6:13 |
| A3.   | Granaínas | 6:22 |
| A4.   | Zapateado | 4:32 |
|       | 'Face B'  |      |
| B1.   | Soleá     | 6:01 |
| B2.   | Fandangos | 4:41 |
| B3.   | Guajiras  | 4:56 |
| B4.   | Rumba     | 9:23 |
| 47:53 |           |      |

## Crédits

### Musiciens
- Paco de Lucía : guitare flamenca, composition
- Ramón de Algeciras : guitare flamenca (seconde guitare)

### Équipes technique et production

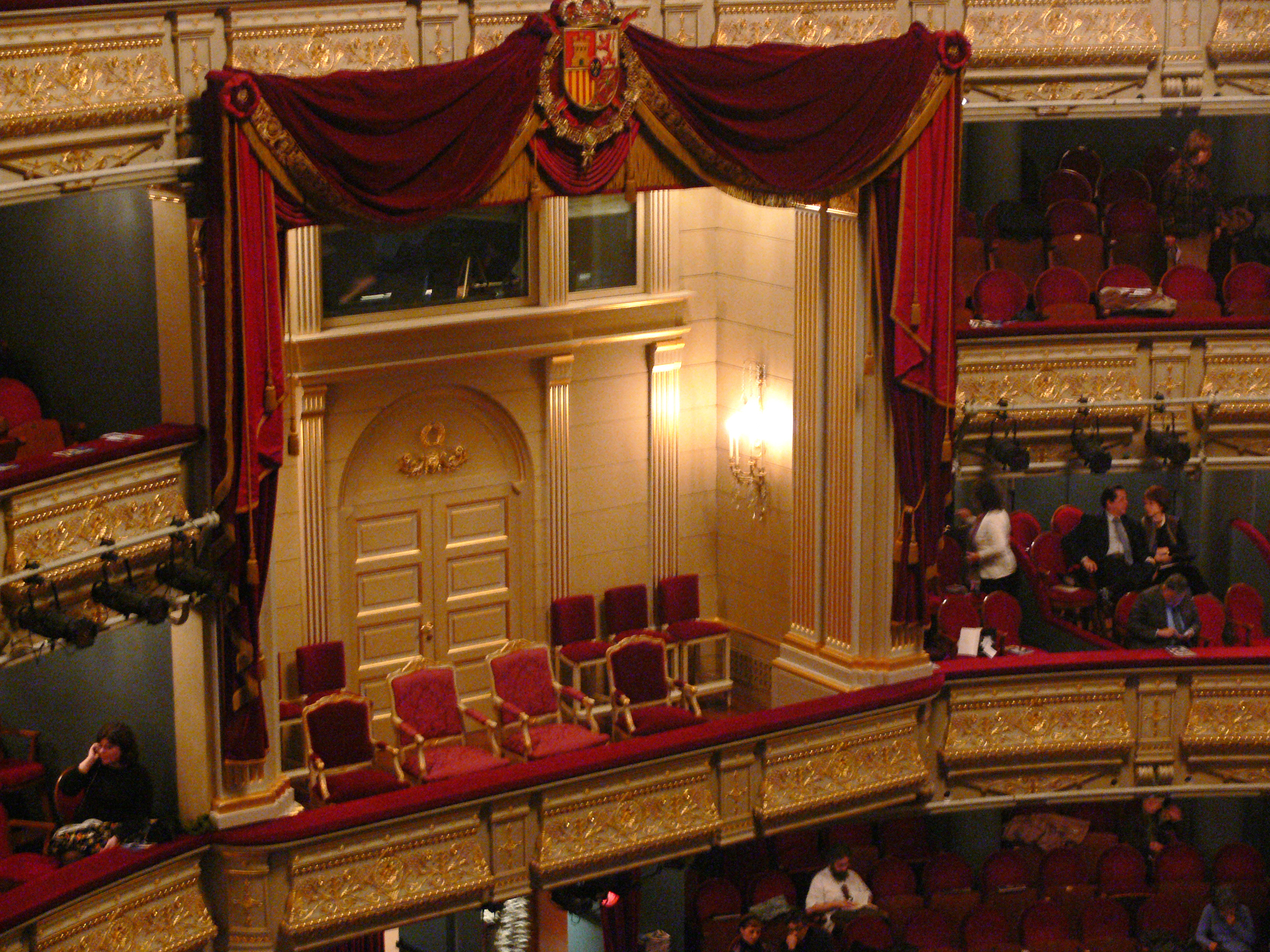
Le Théâtre royal de Madrid, la loge royale.

- Direction artistique : Alfredo Garrido
- Direction musicale : José Torregrosa
- Ingénierie : José Díaz Auñón, Rafael Jáimez
- Photographie : Martin Diez, Ramón Rodríguez
- Design : J. Ignacio Barea, Miguel Castán
- Livret d'album : Félix Grande